# Petr Weigl

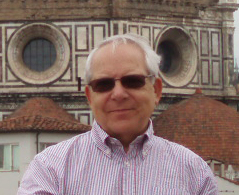
Petr Weigl

Petr Weigl (* 16. März 1939 in Brünn; † 14. Juli 2018) war ein tschechischer Filmregisseur, der auf Musik- und Opernfilme spezialisiert war.

## Leben
Petr Weigl studierte an der Film- und Fernsehfakultät der Akademie der Musischen Künste in Prag, wo er 1961 sein Diplom erwarb. Nach langjähriger Mitarbeit in Werken anderer machte er sich seit den 1970er Jahren als Drehbuchautor und Regisseur von Märchen- und insbesondere von Musik- und Opernfilmen einen Namen.

## Filmografie
- 1970: Radúz a Mahulena
- 1977: Die traurige Nixe, nach Antonín Dvořáks Rusalka
- 1982: The Turn of the Screw, nach Benjamin Britten
- 1984: Le Martyre de Saint Sébastien, nach Claude Debussy
- 1985: Die Nacht aus Blei, nach Hans Henny Jahnn
- 1986: Werther, nach Jules Massenet
- 1987: Die Pfauenfeder
- 1987: Vogel Phönix
- 1988: Eugen Onegin, nach Pjotr Iljitsch Tschaikowski
- 1988: Maria Stuarda, nach Gaetano Donizetti
- 1992: Lady Macbeth von Mzensk, nach Dmitri Dmitrijewitsch Schostakowitsch
- 1992: Romeo und Julia auf dem Dorfe, nach Frederick Delius
- 1994: Die Winterreise, nach Wilhelm Müller und Franz Schubert mit Brigitte Fassbaender
- 1996: Let’s Make an Opera, nach der Kinderoper von Benjamin Britten